# Салвадор (агломерация)

Салвадор на карте.

Салвадор (порт. Região Metropolitana de Salvador) — крупная городская агломерация в Бразилии. Центр — город Салвадор в штате Баия. Население составляет 3 598 454 человека на 2007 год и 3 919 864 человека на 2014 год. Занимает площадь 4 056,918 км². Плотность населения — 1 268,3 чел./км².

## Статистика
- Валовой внутренний продукт на 2005 составляет 45 887 982 287  реалов (данные: Бразильский институт географии и статистики).
- Валовой внутренний продукт на душу населения на 2004 составляет R$14 037 реалов (данные: Бразильский институт географии и статистики).
- Индекс развития человеческого потенциала на 2000 составляет 0,794 (данные: Программа развития ООН).

## Состав агломерации
В агломерацию входят следующие муниципалитеты:
1. Диас-д’Авила
2. Итапарика
3. Лауру-ди-Фрейтас
4. Мадри-ди-Деус
5. Мата-ди-Сан-Жуан
6. Салвадор
7. Симойнс-Филью
8. Сан-Франсиску-ду-Конди
9. Сан-Себастьян-ду-Пасе
10. Вера-Крус